# Pour en arriver là (chanson)
Pour en arriver là est une chanson de Dalida. Elle a été enregistrée en 1984, soit trois ans avant la disparition de la chanteuse. 

## Contenu
Dans une période où la chanteuse est en dépression, Dalida dresse toutes les raisons qui l'emmène à cette chute qui se dessine plus visiblement à chaque nouvelle année qui commence dans la deuxième moitié des années 1980.
De par ses paroles, puis son sens tragique au vu du suicide de la chanteuse deux ans après la parution de la chanson, cette dernière devient une chanson emblématique de la fin de carrière de la chanteuse accompagnée par Mourir sur scène.
La chanson, figurant d’abord sur l’album Dali, sera gravée en 45 tours à sa mort, avec en face B Les hommes de ma vie, figurant sur l’album suivant, Le visage de l’amour.

## Sources
1. ↑  « Dalida site Officiel - Pour en arriver là », sur dalida.com (consulté le 1er janvier 2018)
2. ↑  « Encyclopédie sur la mort | Dalida », Encyclopédie sur la mort,‎ 2018 (lire en ligne, consulté le 30 octobre 2018)
3. ↑  « VIDÉO - Les 8 titres forts de la carrière de Dalida », RTL.fr,‎ 2018 (lire en ligne, consulté le 30 octobre 2018)